# Pfarrkirche Gunskirchen

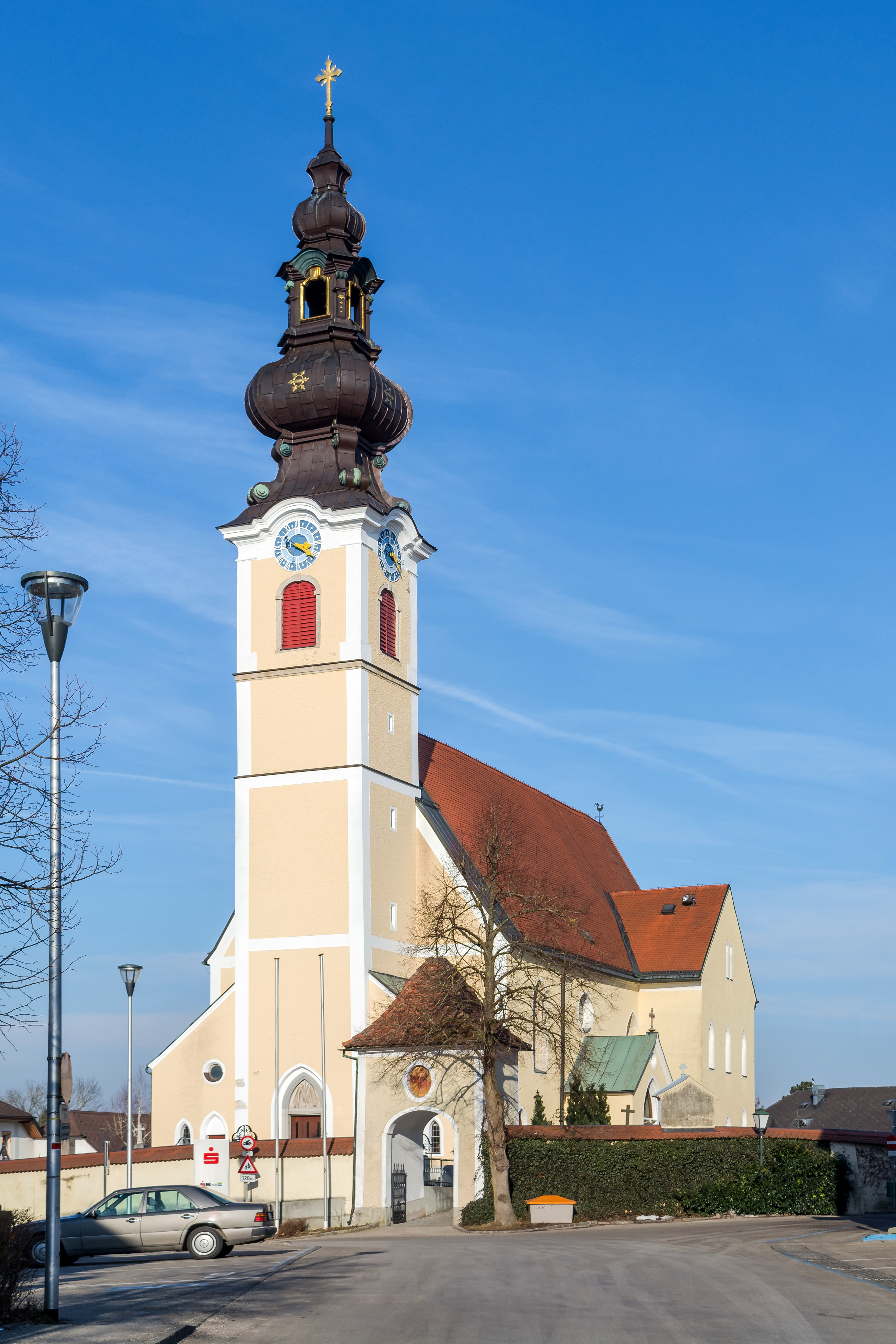
Katholische Pfarrkirche hl. Martin in Gunskirchen

Die römisch-katholische Pfarrkirche Gunskirchen steht in der Gemeinde Gunskirchen im Bezirk Wels-Land in Oberösterreich. Sie ist dem heiligen Martin geweiht und gehört zum Dekanat Wels in der Diözese Linz. Das Bauwerk steht unter Denkmalschutz (Listeneintrag).

## Geschichte
In einer Urkunde des Klosters Mondsee aus dem Jahr 819 wird Gunskirchen als „Kundeschiricum“ erwähnt. Durch das Wort lässt sich darauf schließen, dass bereits zu diesem Zeitpunkt hier eine Kirche stand. Aus einer weiteren Urkunde aus dem Jahr 1088 geht hervor, dass Gunskirchen eine Pfarrei ist.
Der Bau der spätgotischen Kirche erfolgte in mehreren Etappen ab Mitte des 15. Jahrhunderts bis zum Anfang des 16. Jahrhunderts. So ist in einer Fensterlaibung des Turmes die Jahreszahl 1456 eingetragen und die Zahl 1515 am östlichen Schlussstein des Chorgewölbes. Anfang des 18. Jahrhunderts wurde die gotische Einrichtung durch eine barocke ersetzt und 1775 der Westturm barockisiert. In den Jahren 1884 bis 1897 erfolgte wiederum eine Umgestaltung des Kirchenraumes. Unter anderem wurde dabei ein neugotischer Hochaltar aufgestellt, den der akademische Bildhauer Engelbert Westreicher schuf. Bei der Renovierung 1962 erfolgte wiederum eine teilweise Umgestaltung der Einrichtung. 1990 wurde von der Firma Rieger Orgelbau eine neue Orgel mit 29 Register aufgestellt. Dafür musste die obere Empore abgetragen werden und ein neuer Aufgang durch die Werkzeugkammer wurde geschaffen. Im Zuge dieser Arbeiten legte man auch ein spätgotisches Fresko mit einer Ölbergszene frei.
Am 25. Oktober 2015 fand das feierliche 500-jährige Jubiläum der Baufertigstellung der Pfarrkirche statt.

## Architektur

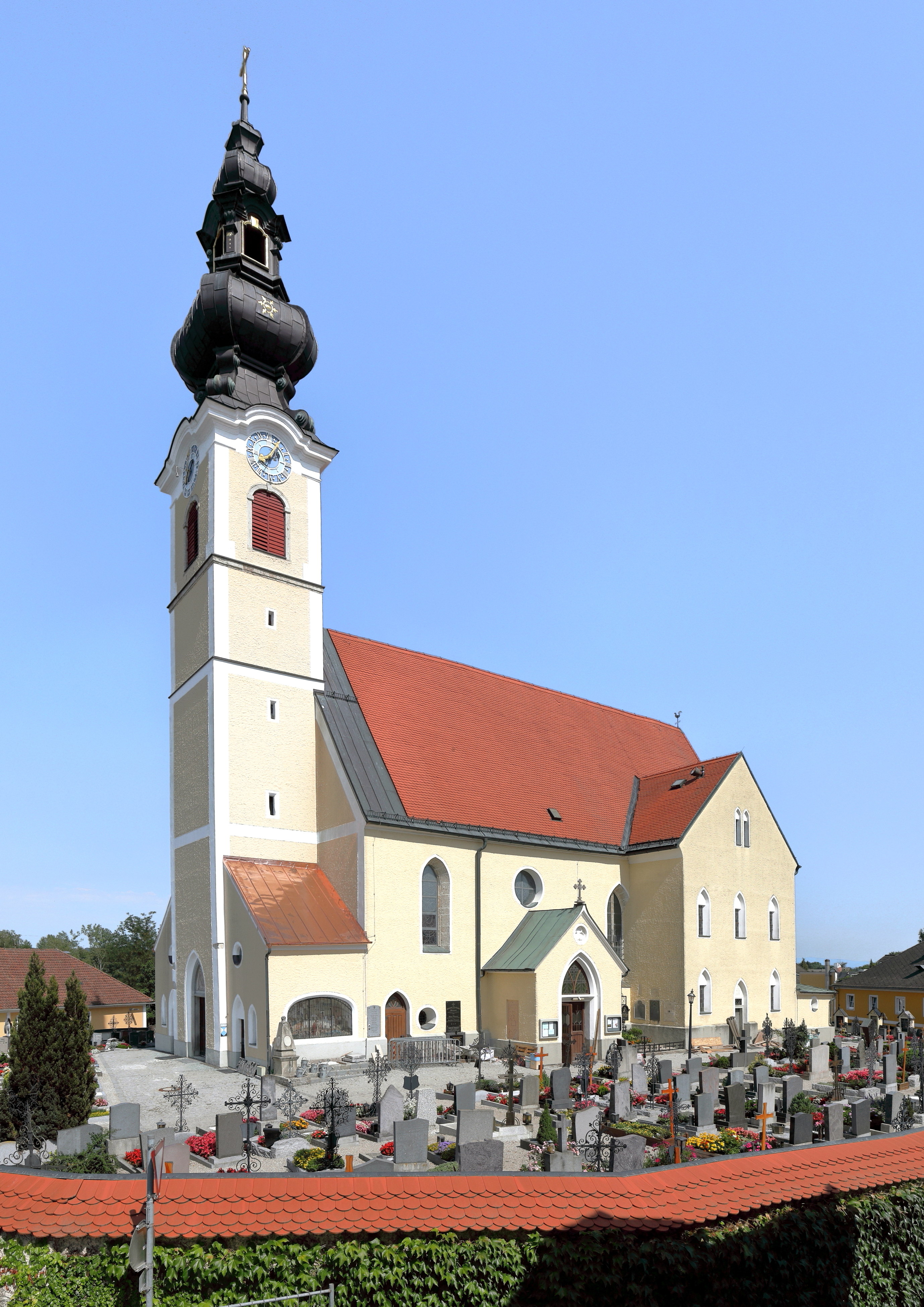
Südwestansicht der Kirche

Die von einem Friedhof umgebene spätgotische zweischiffige Hallenkirche hat ein dreijochiges Langhaus, das stern- und netzrippengewölbt ist. Der dreijochige Chor ist netzrippengewölbt und hat einen 3/8-Schluss. Das Tor zur Sakristei ist spätgotisch, die Sakristei selbst sternrippengewölbt.

## Ausstattung
Die Ausstattung ist neugotisch. Für die Einrichtung wurden ältere Altarfiguren wiederverwendet. Am südlichen Seitenaltar sind Bildwerke der heiligen Anna selbdritt, der heiligen Katharina und der heiligen Barbara. Sie befanden sich ursprünglich in der Filialkirche Fallsbach und stammen ursprünglich vom Ende des 15. Jahrhunderts. In Gespreng ist eine barocke Figur des heiligen Johannes der Täufer, die vermutlich vom alten Altar von 1706 stammt. Die Figuren dieses Altares stammen vom Welser Bildhauer Johann Baptist Carlperger stammen. Am nördlichen Seitenaltar stehen barocke Stauen der Heiligen Joachim, Anna und Josef vom Anfang des 18. Jahrhunderts. Gegenüber dem Südportal ist eine gotische Kreuzigungsgruppe vom Anfang des 16. Jahrhunderts. Gegenüber der Kanzel ist ein barockes Bild des heiligen Johannes Nepomuk aus dem zweiten Viertel des 18. Jahrhunderts.